# Italoclupea nolfi
Italoclupea nolfi è un pesce osseo estinto, appartenente ai clupeiformi. Visse nel Cretaceo superiore (Campaniano - Maastrichtiano, circa 72 milioni di anni fa) e i suoi resti fossili sono stati ritrovati in Italia.

## Descrizione
Questo pesce era di piccole dimensioni e non superava gli 8 centimetri di lunghezza. Possedeva un corpo slanciato simile a quello delle attuali sardine e aringhe; la testa era alta e terminante in un muso appuntito con la bocca rivolta leggermente all'insù. La pinna dorsale si trovava all'incirca a metà del dorso, ed era di forma triangolare. La pinna anale era bassa e allungata, ed era posta molto vicino alla pinna caudale profondamente biforcuta. Le pinne pelviche erano piccole e poste appena dietro la pinna dorsale, mentre le pinne pettorali erano poste abbastanza in basso e di forma allungata. 
Italoclupea possedeva alcune caratteristiche morfologiche che lo differenziavano dagli altri clupeiformi: gli orbitosfenoidi allungati e che toccavano l’etmoide laterale, due grandi mascelle, la mandibola articolata, 22 paia di costole. Italoclupea possedeva inoltre da 39 a 41 vertebre, di cui 24 addominali e 15-17 caudali; le vertebre preurale 1, urale 1, e urale 2 sono indipendenti tra loro, e la pinna caudale ha 19 raggi principali.

## Classificazione
Italoclupea è un rappresentante dei clupeiformi, il grande gruppo di pesci teleostei comprendenti tra gli altri sardine, aringhe, acciughe e spratti. In particolare, Italoclupea sembrerebbe essere stato un membro arcaico della famiglia Clupeidae. 
Italoclupea venne descritto per la prima volta nel 2007 da Louis Taverne, sulla base di numerosi resti fossili ritrovati nei pressi di Nardò, in provincia di Lecce.

## Paleoecologia
Italoclupea nolfi è una delle specie più abbondanti presenti nell’ittiofauna di Nardò con 123 esemplari rinvenuti in totale; rappresentava probabilmente la più importante fonte di cibo per i pesci predatori della zona a causa di questa sua abbondanza. 
La maggior parte degli esemplari si è fossilizzata con la colonna vertebrale fortemente curvata dorsalmente, caratteristica presente anche in altri teleostei fossili; ciò sarebbe dovuto al raccorciamento post mortem dei legamenti che collegano le vertebre a causa di una disidratazione in un ambiente ipersalino. 